# Pachnobia atrata
Pachnobia atrata là một loài bướm đêm trong họ Noctuidae.